# Prix Gottfried-Keller
Le prix Gottfried-Keller est un prix littéraire suisse. Il a été institué par la fondation Martin Bodmer à Zurich en 1922, pour rendre hommage à l'écrivain Gottfried Keller.
Doté de dix mille francs suisses, le prix est décerné tous les deux ou trois ans à une œuvre considérée comme importante dans les domaines de la littérature, de la philosophie ou de l'histoire. L'œuvre doit être écrite dans une des langues officielles de la Confédération suisse.

## Lauréats
- 2022 : Noëlle Revaz[2]
- 2019 : Adolf Muschg et  : Thomas Hürlimann, à l'occasion du deux centième anniversaire de la naissance de l'écrivain, le prix est décerné deux fois
- 2016 : Pietro de Marchi
- 2013 : Collectif d'auteurs  : Bern ist überall [3]
- 2010 : Gerold Späth
- 2007 : Fabio Pusterla
- 2004 : Klaus Merz
- 2001 : Agota Kristof
- 1999 : Peter Bichsel
- 1997 : Giovanni Orelli
- 1994 : Gerhard Meier
- 1992 : Erika Burkart
- 1989 : Jacques Mercanton
- 1985 : Herbert Lüthy
- 1983 : Hermann Lenz
- 1981 : Philippe Jaccottet
- 1979 : Max Wehrli
- 1977 : Elias Canetti
- 1975 : Hans Urs von Balthasar
- 1973 : Ignazio Silone
- 1971 : Marcel Raymond
- 1969 : Golo Mann
- 1967 : Edzard Schaper
- 1965 : Meinrad Inglin
- 1962 : Emil Staiger
- 1959 : Maurice Zermatten
- 1956 : Max Rychner
- 1954 : Werner Kaegi
- 1952 : Gertrud von Le Fort
- 1949 : Rudolf Kassner
- 1947 : Fritz Ernst
- 1943 : Robert Faesi
- 1938 : Ernst Gagliardi
- 1936 : Hermann Hesse
- 1933  Festgabe Universität Zürich
- 1931 : Hans Carossa
- 1929 : Josef Nadler
- 1927 : Charles Ferdinand Ramuz
- 1925 : Heinrich Federer
- 1922 : Jakob Bosshart